# Oś świata
Oś świata – oś rotacji sfery niebieskiej, która to rotacja jest odbiciem ruchu wirowego Ziemi, w którym bierze udział obserwator. Oś świata przechodzi zawsze przez obserwatora, będącego środkiem sfery niebieskiej, w związku z czym zwykle nie pokrywa się z osią rotacji Ziemi, lecz jest do niej zawsze równoległa. Oś świata wyznacza na sferze niebieskiej dwa bieguny niebieskie.